# Championnat d'Union soviétique de cyclisme sur route par équipes

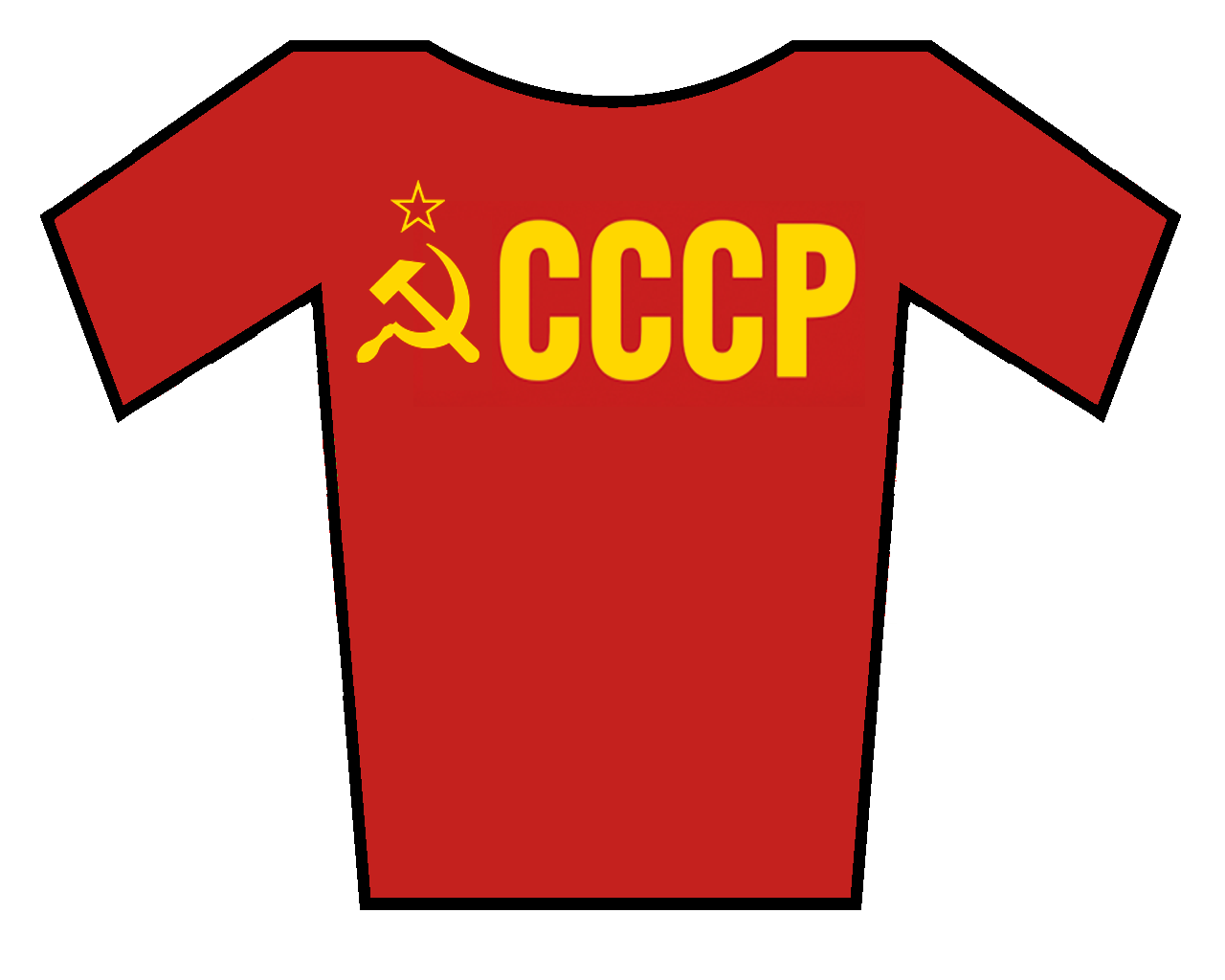
Maillot du champion d'Union soviétique de cyclisme.

Le Championnat d'Union soviétique de cyclisme sur route par équipes  est une épreuve courue contre-la-montre par des équipes comprenant quatre coureurs sur un circuit long de 100 kilomètres. Inscrit au calendrier des cyclistes de l'URSS dès les années 1950, ce championnat bénéficie d'une audience forte auprès des compétiteurs soviétiques, soucieux d'une sélection dans l'équipe d'URSS. Cette équipe après une 3e place aux Jeux olympiques de Rome (1960), et une même place aux Championnats du monde 1963, reste six années dans l'anonymat. Les choses changent en 1970, et l'équipe soviétique remporte le titre olympiques lors des trois Jeux olympiques suivants. Et elle collectionne jusqu'en 1991 les titres mondiaux, et les accessits malgré une rude concurrence des rouleurs polonais, allemands, hollandais, suédois et italiens
Les Championnats olympiques et mondiaux de la spécialité requièrent donc l'attention des responsables du sport cycliste soviétiques qui y affectent des entraineurs-techniciens. Ainsi le  coureur Vladimir Sokolov, vétéran de l'équipe d'URSS qui remportait pour la première fois en 1970 le titre mondial devient-il entraineur de l'équipe d'URSS. Les championnats d'URSS constituent un des moments forts, où les sélectionneurs jaugent les futurs champions. L'intégration  du coureur dans le collectif, sa force physique sont des critères évidents de sélection. Ils ne sont pas les seuls. Intervient aussi, selon plusieurs témoignages un dosage probable des sélectionnés entre les différentes nationalités de l'Union soviétique. 

## Palmarès
Comme pour la plupart des épreuves soviétiques, il ne semble pas exister de palmarès "officiel". Celui qui est présenté ici peut s'appuyer sur des résultats épars livrés en particulier sur le site russe velorider.ru. Toute homogénéisation des résultats est rendue difficile du fait que certaines années l'épreuve fait concourir des sélections des différentes Républiques soviétiques (Russie, Ukraine, Biélorussie, etc.), et d'autres années des sélections des grandes sociétés sportives soviétiques. Certaines années encore, sont présentes dans ce Championnat des équipes sélections de l'URSS. Chaque République de l'Union soviétique organise un championnat "national". Celui de la République  socialiste fédérative soviétique de Russie est, du fait de l'étendue géographique et de l'Histoire de l'URSS, d'un niveau comparable.
| Année                                  | Temps                  | Vainqueurs                                                                                              | Deuxièmes                                                                                          | Troisièmes                                                                                 |
| 1956 Ire Spartakiade                   |                        | Moscou (RSFS Russie)                                                                                    | Leningrad (RSFS Russie)                                                                            | RSFS Russie                                                                                |
| 1957 Championnat URSS                  | 2 h 19 min 43 s        | Russie (RSFSR) Boris Biebenine Anatoli Jevjejev Gainan Saidschushin Alexander Yutchkov                  | Équipe de Leningrad                                                                                | RSS Estonie                                                                                |
| 1957 Championnat RSFS Russie           | 2 h 18 min 44 s        | Sélection nationale de l'URSS Viktor Kapitonov Nikolaï Kolumbet Evgueni Nemitov Anatoli Tcherepovitch   | Équipe de Leningrad                                                                                | Sélection URSS no 2                                                                        |
| 1958 Championnat URSS                  | 2 h 18 min 45 s        | Section sportive de l'Armée rouge Viktor Kapitonov Youri Melikhov Anatoli Tcherepovitch Evgeni Klevtzov | Club réserve du travail Anatoli Olizarenko Alexei Podjablonski Ants Adamson Antas Vjaravas         | Russie (RSFSR)                                                                             |
| 1958 Championnat RSFS Russie           | 2 h 18 min 58 s        | Équipe régionale de Gorki (Russie) Alexandre Yutchkov Fiodor Tarakanov Alexandre Kulibin R. Petriakov   | |                                                                                            |
| 1959 IIe Spartakiade Moscou            | 2 h 18 min 27 s        | Russie (RSFSR) Gainan Saidschushin Boris Biebenine Alexandre Kulibin Mikhaïl Markov                     | Équipe de Moscou (Russie)                                                                          | RSS Biélorussie R. Vassilevski Alexandre Goroschko Vladimir Sosnovski J. Zhigalski         |
| 1960                                   | 2 h 14 min 31 s        | URSS équipe no 1 Evgeni Klevtzov Viktor Kapitonov Youri Melikhov Alexeï Petrov                          | URSS équipe no 2 Gainan Saidschushin Alexandre Pavlov Mikhaïl Markov Roud. Moïsseev                | URSS équipe N °3 Anatoli Tcherepovitch Tigran Avakian René Leogon Alex Raspopov            |
| 1961 / 1962                            | années non renseignées | | |                                                                                            |
| 1963 IIIe Spartakiade Moscou           | 2 h 17 min 28 s        | URSS no 1 Youri Melikhov Anatoli Tcherepovitch Viktor Kapitonov Anatoli Olizarenko                      | URSS no 2 Gainan Saidschushin Alexandre Kulibin Krilov Domezelov                                   | Suède                                                                                      |
| 1964 / 1971                            | années non renseignées | | |                                                                                            |
| 1972                                   | 2 h 04 min 55 s        | URSS équipe no 1 Valeri Likhatchev Valeri Iardy Guennadi Komnatov Yuri Mikhaïlov                        | URSS équipe no 2 Vikenti Basko Ivan Skosirev Ivan Trifonov Boris Choukhov                          |                                                                                            |
| 1973                                   | 2 h 11 min 14 s        | Bourevestnik no 1 Guennadi Komnatov Rinat Charafuline Ivan Skosirev Victor Skosirev                     | Bourevestnik no 2 Barsukov Venianin Potapov Pietkov Vasskovski                                     | CSKA Nikolaï Sytnik Petr Kutas Yuri Mikhaïlov A. Vodianikov                                |
| 1974                                   | Année non renseignée   | | |                                                                                            |
| 1975 VIe Spartakiade Tbilissi          | 2 h 07 min 32 s        | RSFS Russie no 2 Nikolaï Gorelov Alexandre Gussiatnikov Nikolaï Sytnik Ildar Goubeiduline               | RSFS Russie no 1                                                                                   | RSS Ouzbékistan                                                                            |
| 1976                                   | 2 h 11 min 02 s        | Sélection URSS no 1 Vladimir Kaminski Aavo Pikkuus Anatoli Tchoukanov Valeri Tchaplyguine               | Bourevestnik no 2 Venianin Potapov Vladimir Fedorov Serguei Bieloussov Serguei Jouralev            | Sélection URSS no 2 Guennadi Komnatov Nikolaï Gorelov Vikenti Basko Saïd Gusseïnov         |
| 1977 / 1978                            | Années non renseignées | | |                                                                                            |
| 1979 VIIe Spartakiade Minsk            | 2h 03 min 25 s         | RSFS Russie Sergueï Soukhoroutchenkov Anatoli Yarkine Youri Kachirine Sergueï Chelpakov                 | RSS Biélorussie Oleg Logvine Boris Issaiev Alexandre Kisliak Mikhaïl Naumov                        | Sélection URSS no 1 Vladimir Kuznetzov Sergei Pribyl Vladimir Kaminski Viatcheslav Dedenov |
| 1980                                   | Année non renseignée   | | |                                                                                            |
| 1981                                   | 2 h 04 min 02 s        | Sélection Armée no 1 Sergueï Chelpakov Sergei Kadatski Serguei Pribyl Sergueï Voronine                  | Armée no 2 Viatcheslav Dedenov Sergei Krivocheev Mikhaïl Naumov I. Riekslinch                      | Dynamo Oleg Logvine Evgeni Ivanov Dimitri Timochin P. Lazarev                              |
| 1982                                   | 2 h 07 min 14 s        | Armée Viktor Demidenko Oleh Petrovich Chuzhda Alexandrov Nikolaï Kossariev                              | Sélection URSS no 2 Youri Kachirine Oleg Logvine Anatoli Yarkine Alexandre Kisliak                 | Sélection URSS no 1 Sergei Pribyl Evgeni Ivanov I. Riekslinch Sergueï Voronine             |
| 1983 VIIIe Spartakiade Alma-Ata/Almaty | 2 h 03 min 24 s        | RSS Ukraine Alexandre Zinoviev M. Tchernov Sergeï Smievski Yuri Kazaktchenko                            | RSS Tadjikistan Yuri Podkoritov Viatcheslav Aksemenko D. Timochov Nikolaï Makarov                  | RSS Ouzbékistan Djamolidine Abdoujaparov Nikolaï Krivocheev Yuri Abramov Sergueï Voronine  |
| 1984                                   | 2h 01 min 40 s         | URSS équipe 1 Sergueï Voronine Evgeni Korolkov Viktor Klimov Sergueï Navolokine                         | URSS équipe 2 M. Tchernov Alexandre Ossipov Guennadi Tarassov Stelmach                             | RSS Estonie Arvi Tammesalu Tönu Roosmäe Tvaar Mones Paavel Matvejev                        |
| 1985                                   | non renseignée         | | |                                                                                            |
| 1986                                   | 2 h 01 min 42 s        | Sélection URSS no 1 Viktor Klimov Vasyl Zhdanov Igor Sumnikov Assiat Saitov                             | Équipe d'URSS de Poursuite Viatcheslav Ekimov Gintautas Umaras Vassili Schpundov Sergeï Khmelinine | Bourevestnik Tchoubikov Grigoriev Vladimir Volochin Svaleiev                               |
| 1987                                   | 2 h 01 min 09 s        | Équipe de l'Armée Viktor Klimov Vasyl Zhdanov Igor Sumnikov Assiat Saitov                               | |                                                                                            |
| 1988                                   | 1 h 54 min 28 s        | URSS équipe 1 Viktor Klimov Vasyl Zhdanov Igor Sumnikov Assiat Saitov                                   | URSS équipe 2 Evgueni Zagrebelny Viktor Koutepov Vladimir Sapronov Sergueï Outschakov              | Minsk/Biélorussie Oleg Logvine Vladimir Mouravski S. Suleimanov S. Trenke                  |
| 1989                                   | 1 h 59 min 52 s        | URSS équipe 1 Viktor Klimov Yuri Manuylov Assiat Saitov Vladimir Zotov                                  | URSS équipe 2 Evgueni Zagrebelny Oleh Halkin Vladimir Sapronov Schilo                              | URSS équipe 3 Sergueï Outschakov Viktor Koutepov Vadim Chabalkine Vladimir Diadichkine     |